# .308×1.5-inch Barnes
.308×1.5" Barnes — кустарний набій, створений на базі набою .308 Winchester (7,62×51мм НАТО). Набій схожий на російський набій 7,62×39 мм (M43), хоча і перевершує його. Його розробив Френк Ч. Барнс у березні 1961 року, вкоротивши гільзу набою .308 Winchester на 38 мм і надавши йому кут плеча в 20° (α=40°), як у початкового набою. 

## Історія
Першими гвинтівками, які Барнс замовив для дослідної роботи над набоєм .308×1.5", стали шведська Модель 96 Mauser з кроком нарізів 1 на 12 дюймів (305 мм), яку створив Лес Корбет, та гвинтівка Remington Rolling Block з кроком нарізів 1 на 10 дюймів (254 мм), яку створив П. О. Еклі. Через масу кулі та характеристику набою крок нарізів 1 на 12 дюймів, на загальну думку, став стандартом.

## Схожі набої
Окрім експериментів з набоєм .308×1.75", спадщину набою Барнса можна знайти у його дочірніх набоях. Набій .308×1.5" викликав шалене захоплення кустарними набоями, коли люди почали обтискати набої до .224 (5,56 мм), .243 (6 мм), .264 (6,5 м), .284 (7 мм) та розширювати дульце до .338 (8,5 мм) та .375 (9,5 мм). Завдяки ефективності та точності багато з цих набоїв, наприклад .22 BR, 6mm BR, 6mm BR Norma, 7mm BR та .30 BR згодом стали поширеними набоями для бенчресту, і деякі з них були використані основними виробниками боєприпасів. Набій .308×1.5" був однією з оригінальних конструкцій коротких товстих набоїв із співвідношенням довжини до ширини 3,17. Вважається, що конструкція короткого товстого набою сприяє підвищенню ефективності та сталості постріл за пострілом.
Набій .308×1.5" Barnes можна порівняти з такими набоями, як 7.62×39mm та .30-30 Winchester. Швидкість кулі в набої .308×1.5" вагою 9,7 грам становить 760 м/с. Хоча набій Барнса та 7,62×39 мають однакову довжину, Барнс має більший обхват корпусу, а тому має більший об'єм заряду, що, у свою чергу, сприяє його перевазі у продуктивності. У той час як набій .30-30 Winchester має об'єм на 16 % більший ніж набій Барнс, SAAMI рекомендував тиск для .30-30 обмеження в 42 000 psi (2 900 бар). Тому більшість заводських набоїв .30-30 споряджалися кулями масою 9,7 грамів, які могли досягти швидкості в 730 м/с. До того ж набій Барнса може стріляти важчими кулями на відміну від набою 7,62×39 і має перевагу через використання гостроносих куль, а також використовується в міцних гвинтівках з ковзними затворами, тоді як набій .30-30 зазвичай заряджають круглоносими або плосконосими кулями, оскільки їх використовують в важільних гвинтівках з трубчастими магазинами.
Набій .308×1.5" Barnes було розроблено для стрільби по оленям на коротких відстанях, а також для полювання на шкідників та хижаків. Куля масою 9,7 грамів здатна вбити ціль розміру олень на відстані 140 метрів. Для полювання на хижаків та шкідників використовують кулі вагою 5,8-8,1 грама.